# Coenredo de Mercia
Coenredo de Mercia (fl. 675-709), rey de Mercia de 704 a 709, era hijo del rey Wulfhere quien, tras su muerte en el año 675, fue sucedido en el trono por su hermano Etelredo. En 704, Etelredo abdicó en favor de Coenredo para convertirse en monje. El reinado de Coenredo no está bien documentado, pero los registros de fuentes contemporáneas consignan que se enfrentó a los ataques de los galeses. La misma amenaza pudo llevar a Ethelbaldo a construir más tarde la Muralla Wat, un terraplén de defensa en la frontera norte con Gales. No se sabe que hubiera estado casado ni que tuviera hijos, aunque crónicas posteriores lo describen como un antecesor de Wigstan, rey de Mercia durante el siglo IX. Abdicó en 709 y se fue en peregrinación a Roma, donde más tarde murió. Ceolredo, hijo de Etelredo, lo sucedió en el trono.

## Mercia en elsigloVII

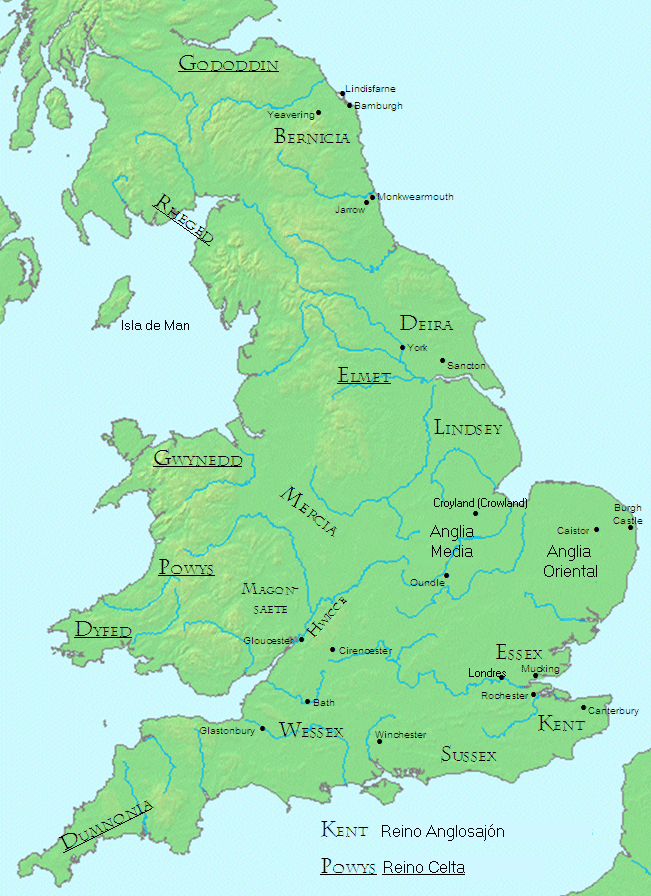
Los reinos de Gran Bretaña en el.

En el siglo VII, Inglaterra estaba casi totalmente dividida en reinos gobernados por los anglosajones que habían llegado a Gran Bretaña 200 años antes. El reino de Mercia ocupaba lo que hoy es la región de los Midlands ingleses. Los reinos vecinos incluían Northumbria en el norte, Anglia Oriental al este y Wessex, el reino de los sajones occidentales, al sur. Essex, el reino de los sajones orientales, incluía Londres y se extendía entre Anglia Oriental y el reino de Kent. El primer rey de Mercia para el que existe información histórica definitiva es Penda de Mercia, abuelo paterno de Coenredo.
La principal fuente para este periodo es la Historia ecclesiastica gentis Anglorum de Beda, completada alrededor de 731. A pesar de su enfoque en la historia de la iglesia, este trabajo proporciona información valiosa acerca de los primeros reinos anglosajones. Beda tenía informantes que le suministraron detalles de la historia de la iglesia en Wessex y Kent, pero parece que no tuvo ningún contacto en Mercia. Las cartas que registran subvenciones reales de tierra a individuos y a casas religiosas, proporcionan información adicional sobre el reinado de Coenredo, al igual que la Crónica anglosajona, compilada en Wessex al final del siglo IX. Puede que el escriba anónimo de la crónica incorporara mayor cantidad de información registrada en períodos anteriores. Coenredo también es mencionado en dos hagiografías del siglo VIII, las de Wilfrido de York y Guthlac de Crowland.

## Ascendencia y reinado

Árbol genealógico de Coenredo.

En 658, Wulfhere, padre de Coenredo, accedió al trono de Mercia como resultado de un golpe de Estado, poniendo fin a un período de tres años de dominio por parte de Northumbria. A su muerte en 675, fue sucedido por su hermano Etelredo, posiblemente debido a que Coenredo era demasiado joven para gobernar. Northumbria vio reducido significativamente su poder e influencia gracias a la decisiva victoria de Etelredo en la batalla del Trent en 679, seguida por la destrucción de su ejército por los pictos en la batalla de Nechtansmere en 685. También hay evidencia de actividad de Mercia en el sureste. Etelredo invadió Kent en 676 y se conservan cartas en las que confirma transferencias de tierras hechas por Swaefheard y Oswine, reyes del oeste y el este de Kent. Otra carta de Etelredo, fechada entre 693 y 704, concede tierras a Waldhere, obispo de Londres. Sin embargo, no parece que Etelredo buscara una mayor expansión hacia el sur. La fuerza creciente de los sajones occidentales bajo el mandato de Caedwalla y de Ine, limitaron las oportunidades de Mercia en esa dirección.
La Crónica anglosajona registra que Coenredo accedió al trono en el reino de los southumbrianos en 702 y que en 704 se convirtió en rey de Mercia. Como la palabra southumbrian designaba a los que vivían al sur del río Humber, límite norte de Mercia, el significado de los dos anales ha resultado enigmático. Coenredo y Etelredo pudieron haber gobernado conjuntamente por dos años antes de que este último abdicara, o puede que los cronistas registraran el mismo evento dos veces y una de las fuentes estaba equivocada por dos años. De acuerdo con el registro de la vida de san Guthlac del siglo VIII, Etelredo nombró su heredero a Coenredo, a pesar de tener al menos un hijo propio, Ceolredo. Parece que Etelredo conservó cierta influencia durante el reinado de su sobrino: Vita Sancti Wilfrithi (La vida de san Wilfrido) relata cómo llamó a Coenredo y le hizo jurar que apoyaría a Wilfrido en su conflicto con la jerarquía de la iglesia.
El reinado escasamente documentado de Coenredo se menciona en Vita Sancti Guthlaci (La vida de san Guthlac). El autor, Félix, informa de conflictos con los britanos: «en los días de Coenredo rey de los mercios, [...] los britanos, enemigos implacables de la raza sajona, preocupaban a los ingleses con sus ataques, su saqueo y sus devastaciones de los pueblos [...]». En principio se pensaba que, para contrarrestar tales ataques, fue Ethelbaldo, llegado al trono en 716, quien construyó la Muralla Wat, un terraplén de defensa en la frontera norte con Gales; pero esto ahora parece poco probable, ya que una excavación realizada en la zona en 1997 encontró carbón vegetal procedente de un hogar, obteniéndose fechas de carbono-14 que oscilan entre los años 411 y 561.
Algunas cartas que aún sobreviven del reinado de Coenredo revelan que ejerció señorío sobre los gobernantes de los sajones orientales. Offa, uno de estos gobernantes, hizo una concesión en el territorio de Hwicce (con el que pudo estar vinculado por un matrimonio de su padre, Sigeheard), que fue confirmado más tarde por Coenredo. En la carta, Coenredo se refiere a Offa como su subregulus, expresión que en este contexto puede interpretarse como rey vasallo. Coenredo y también su sucesor, confirmaron subvenciones a Waldhere, obispo de Londres, lo que evidenciaba que Londres estaba firmemente bajo el señorío de Mercia. Más tarde, los reyes de Mercia trataron a Londres como su posesión directa y no como una provincia gobernada por un rey vasallo, pero Coenredo no fue tan lejos. Sobrevive un documento que registra la concesión de tierra en Herefordshire a una monja llamada Feleburg, así como algunas cartas falsificadas en nombre de Coenredo que conceden privilegios a la catedral de San Pablo de Londres y la Abadía de Evesham.
La influencia de Mercia en Kent fue limitada, tanto antes, como durante el reinado de Coenredo. En una carta que sobrevive (escrita en 704 o 705), Waldhere, obispo de Londres, le dice a Berhtwald, arzobispo de Canterbury, que Coenredo lo había invitado a un consejo que llevará a cabo sobre «la reconciliación de Elfthryth». Waldhere rechazó la invitación ya que no conocía la opinión de Berhtwald sobre la materia, que evidentemente era importante, aunque no existe otra referencia sobre este asunto. La carta describe un consejo que se celebrará en Brentford para mediar entre los reyes sajones de oriente y occidente. En opinión del historiador Frank Stenton, la carta ilumina las «confusas relaciones de los ingleses del sur en un momento en que no tenían señorío común». El reducido prestigio de ambos, Coenredo y, su sucesor, Ceolredo, pudo desencadenar disturbios entre la nobleza de Mercia: Ethelbaldo estaba en el exilio durante el reinado de Ceolredo, y la supervivencia de una crónica hostil sobre este puede indicar un descontento más general con la línea dominante.

## Abdicación y sucesión
Parece que Coenredo fue un rey muy religioso. Beda cuenta la historia de un amigo del rey cuyos pecados le llevaron a la condenación, a pesar de las súplicas de este de que se arrepintiera y se reformara. En 709, Coenredo abdicó en favor de su primo Ceolredo, hijo de Etelredo, con el fin de marcharse a Roma y convertirse en monje; la historia de Beda ha sido citada por el cronista medieval Guillermo de Malmesbury como la razón para la decisión de Coenredo, aunque esto probablemente sea sólo conjeturas. En su viaje a Roma estuvo acompañado por Offa, el rey de los sajones orientales, y fue convertido en monje por el papa Constantino I. El Liber Pontificalis, un registro inicial de la vida de los papas, recoge la llegada de su comitiva: «en su tiempo, dos reyes de los sajones llegaron con muchos otros a orar a los apóstoles, tal como lo esperaban, sus vidas rápidamente llegaron al desenlace». Una fuente posterior, del siglo XI, Vita Ecgwini, afirma que Ecgwine de Worcester acompañó a Coenredo y Offa a Roma, pero los historiadores han tratado esta afirmación con escepticismo. Los historiadores por lo general han aceptado el informe de Beda de las abdicaciones de Coenredo y Offa, pero Barbara Yorke ha sugerido que es posible que no renunciaran a su trono voluntariamente. Existen casos de reyes que fueron desplazados por la fuerza y colocados en órdenes sagradas para que esto los convirtiera en inelegibles para reinar, uno de ellos fue Osred II de Northumbria, que fue obligado a entrar en un monasterio. Por otra parte, si Coenredo fue por su voluntad como Beda refiere, entonces la relación aparentemente amistosa entre Offa y Coenredo, su señor, deja claro que la relación entre un señor y su subregulus no era hostil en todos los casos.
Coenredo permaneció en Roma hasta su muerte, cuya fecha es desconocida. No hay registros de que tuviera esposa o hijos. Las crónicas que se conservan en la Abadía de Evesham, sin embargo, afirman que era antepasado de Wigstan. No dicen si fue a través de su padre, Wigmund, hijo de Wiglaf, o a través de su madre, Elfflaed, hija de Ceolwulf.
| Predecesor: Etelredo | Rey de Mercia 704-709 | Sucesor: Ceolredo |